# 白河れい
白河 れい（しらかわ れい、2002年〈平成14年〉4月18日 - ）は、日本の女優、タレント。本名は花田晃帆（はなだ あきほ）。東京都出身。身長165cm、スリーサイズはB80・W62・H90。スペースクラフト所属にしていた。

## 略歴
父は元大相撲力士で第65代横綱の貴乃花光司、母は元フジテレビアナウンサーでフリーアナウンサーの河野景子（両親は2018年に離婚）。兄は花田優一で、間に姉が一人いる。
中学2年の時に学校のプログラムで2週間オーストラリアに短期留学、16歳から2年間イギリスに留学するなど高校まで学業に専念していたが、子供の頃から祖母と映画やドラマを観るのが好きで芸能界に入るのが夢だったことから、大学入学後の2021年4月、両親の名前を一切明かさずオーディションサイトに登録。翌月、最も早く連絡があったスペースクラフトに所属。所属が決まってから家族に報告したが、母からは「そこまでやりたいなら頑張っておいで」と応援された。父には直接伝えておらず、「父と最後に会ったのは17歳の誕生日にプレゼントを一緒に買いに行った時」と明かしている。
演技レッスンなどを1年半ほど重ね、2023年1月9日からフジテレビ系で放送を開始した昼のバラエティ番組『ぽかぽか』の月曜レギュラーとして芸能界デビューを果たした。母の古巣でデビューすることについて、「（母は）ものすごく驚いていました。母が約30年前にお仕事させていただいたフジテレビさんに、私がデビューという形でお世話になることに、すごく喜んでくれました」と語っている。
2023年8月、フジテレビの深夜ドラマ『僕たちの校内放送』第2話・第3話に出演し女優デビュー。
2024年1月からフジテレビ系で放送のドラマ『婚活1000本ノック』で連続ドラマ初レギュラー出演。
2021年から所属しているスペースクラフトを2025年5月31日に退所した。

## 人物
- 芸名は自身で考えたもので、元々「人の光になりたい」という夢があり、英語で光を意味する「ray」から「れい」を採り、「白い河に光が差す」という意味で付けた。花田や河野という名字を使わなかったのは「本名にすると両親のことがどうしても先行してしまう」と思い、「こういう世界に入るときは絶対芸名でやろう」と小さい頃から決めていたという[5]。
- 外見は母に似ていると言われることが多く、性格は「どっちにも似ているところがあると思う」と語っている[6]。母とは時々喧嘩もするが、日を跨ぐほど長引くことはなく、基本的に仲が良いという[7]。勘当で父と絶縁となった兄とは異なり、白河は父との関係も良好である。
- 特技は英語と、3歳から10年間習ったバレエ。大学でも英語を専攻している[8]。
- 憧れの女優はジュリア・ロバーツで、好きな出演作は『プリティ・ウーマン』『ノッティングヒルの恋人』[9]。
- 影響を受けた映画として中野量太監督の『湯を沸かすほどの熱い愛』や、是枝裕和監督の『海街diary』を挙げている[10]。
- 長渕剛の妻でアクション女優の志穂美悦子とは子供の頃からの知り合いで、毎年正月に父や力士と長渕家で餅つきをするのが恒例だった。小学生の時にリレーの選手になった際には近くの公園で志穂美から走り方を教えてもらっている[11]。
- 『ぽかぽか』出演が決まった経緯について、「デビュー前、いろいろなところに顔見せに行った中のひとつに、フジテレビさんがありました。大勢のプロデューサーさんがいらっしゃる会議のような場所でご挨拶と自己PRをさせていただき、後日マネージャーさんから、「『ぽかぽか』が決まりました」と連絡をいただきました。会議の中に「白河さんのキャラクターが新番組に合うのでは」と言って下さった方がいらっしゃったそうなんです。」と語っている[10]。
- 2023年2月7日の『踊る!さんま御殿!!』でゲスト出演した際に力士とは結婚したくないと公言したが[12]、その真意について同月13日の『ぽかぽか』で「偉大な存在すぎて、私には似合わないという、もちろんリスペクトを込めてたんですけど」と説明している[13]。
- 2世タレントと呼ばれることについて、「私としては2世タレントというワードに対して、いい印象も悪い印象もないんですよね。この家に生まれてきたことも私のアイデンティティだし、うまく自分を表現しながら皆さんに知っていただけたらいいなと思っています。」と語っている[7]。

## 出演
※主演作品は役名を太字で表記する。

### バラエティ番組
- ぽかぽか（2023年1月9日 - 、フジテレビ）※月曜レギュラー（2023年1月9日 - 2024年3月25日）→木曜レギュラー（2024年4月4日 - ）
- 突然ですが占ってもいいですか?（2023年9月11日、フジテレビ）

### テレビドラマ
- 僕たちの校内放送 第2話・第3話（2023年8月9日・16日 、フジテレビ） - 姫野咲 役
- 婚活1000本ノック（2024年1月17日 - 3月20日、フジテレビ） - 相沢はなえ 役[14]
- Dr.アシュラ 第3話 - 第5話（2025年4月30日 - 5月14日、フジテレビ） - フィンクの通訳 役[15]

### 配信ドラマ
- 山田クソ男の3本ノック（2024年3月20日、FOD） - 相沢はなえ 役[16]

### ラジオ
- 言ったもん勝ち!だもん（2023年6月、FMヨコハマ）※マンスリーDJ

### イベント
- GirlsAward 2023 SPRING/SUMMER（2023年5月4日）